# Fresno Alhándiga
Fresno Alhándiga és un municipi de la província de Salamanca a la comunitat autònoma de Castella i Lleó.

## Demografia
| 1991 | 1996 | 2001 | 2004 |
| ---- | ---- | ---- | ---- |
| 373  | 353  | 293  | 282  |